# Cratere Tian Shi
Tian Shi è un piccolo cratere lunare di 0,47 km situato nella parte nord-occidentale della faccia visibile della Luna.